# Спаркс (Невада)
Спаркс (англ. Sparks) — місто (англ. city) в США, в окрузі Вошо на заході штату Невада. Населення — 108 445 осіб (2020).

## Географія
Спаркс розташований за координатами 39°34′10″ пн. ш. 119°42′25″ зх. д. / 39.56944° пн. ш. 119.70694° зх. д. (39.569372, -119.706926).  За даними Бюро перепису населення США в 2010 році місто мало площу 93,05 км², з яких 92,61 км² — суходіл та 0,44 км² — водойми.

### Клімат
Клімат міста характеризується як посушливий. Середній річний рівень опадів становить 199 мм. Найбільш дощовим був 1998 рік, коли рівень опадів склав 383 мм, а найбільш посушливим — 1990 рік, з показником лише 118 мм. Найбільша кількість опадів за один місяць (97 мм) випало в грудні 2005 року. Середній максимум січня становить 9,1 °C, а середній мінімум:-4,7 °C. Середній максимум липня: 33,2 °C і середній мінімум: 12,0 °C. Рекордно висока температура була зафіксована в місті 11 липня 2002 і склала 42 °C.
| Клімат : Спаркс       | Клімат : Спаркс | Клімат : Спаркс | Клімат : Спаркс | Клімат : Спаркс | Клімат : Спаркс | Клімат : Спаркс | Клімат : Спаркс | Клімат : Спаркс | Клімат : Спаркс | Клімат : Спаркс | Клімат : Спаркс | Клімат : Спаркс | Клімат : Спаркс |
| Показник              | Січ.            | Лют.            | Бер.            | Квіт.           | Трав.           | Черв.           | Лип.            | Серп.           | Вер.            | Жовт.           | Лист.           | Груд.           | Рік             |
| Середній максимум, °C | 8,3             | 11,7            | 15,0            | 18,3            | 23,3            | 28,9            | 33,3            | 32,2            | 28,3            | 21,7            | 13,3            | 8,3             | 20,3            |
| Середній мінімум, °C  | −5              | −3,3            | −0,6            | 1,7             | 5,6             | 8,9             | 11,7            | 10,6            | 6,7             | 1,7             | −2,2            | −5              | 2,6             |
| Норма опадів, мм      | 28              | 25              | 22              | 15              | 16              | 12              | 7               | 8               | 10              | 16              | 23              | 29              | 211             |
| --------------------- | --------------- | --------------- | --------------- | --------------- | --------------- | --------------- | --------------- | --------------- | --------------- | --------------- | --------------- | --------------- | --------------- |
| Джерело:              |                 |                 |                 |                 |                 |                 |                 |                 |                 |                 |                 |                 |                 |

## Демографія
Згідно з переписом 2010 року, у місті мешкали 90 264 особи в 33 502 домогосподарствах у складі 22 598 родин. Густота населення становила 970 осіб/км².  Було 36455 помешкань (392/км²).
Расовий склад населення:
| - 74,5 % — білих - 5,9 % — азіатів - 2,6 % — чорних або афроамериканців - 1,2 % — корінних американців - 0,6 % — вихідців з тихоокеанських островів - 11,2 % — осіб інших рас |

До двох чи більше рас належало 4,0 %. Частка іспаномовних становила 26,3 % від усіх жителів.
За віковим діапазоном населення розподілялося таким чином: 25,8 % — особи молодші 18 років, 62,9 % — особи у віці 18—64 років, 11,3 % — особи у віці 65 років та старші. Медіана віку мешканця становила 35,5 року. На 100 осіб жіночої статі у місті припадало 97,8 чоловіків;  на 100 жінок у віці від 18 років та старших — 94,7 чоловіків також старших 18 років.
Середній дохід на одне домашнє господарство  становив 67 418 доларів США (медіана — 52 795), а середній дохід на одну сім'ю — 75 427 доларів (медіана — 62 616). Медіана доходів становила 44 367 доларів для чоловіків та 37 763 долари для жінок. За межею бідності перебувало 13,0 % осіб, у тому числі 19,2 % дітей у віці до 18 років та 6,7 % осіб у віці 65 років та старших.
Цивільне працевлаштоване населення становило 44 417 осіб. Основні галузі зайнятості: освіта, охорона здоров'я та соціальна допомога — 18,7 %, мистецтво, розваги та відпочинок — 16,0 %, роздрібна торгівля — 12,5 %, науковці, спеціалісти, менеджери — 9,5 %.